# Byxor (scen)

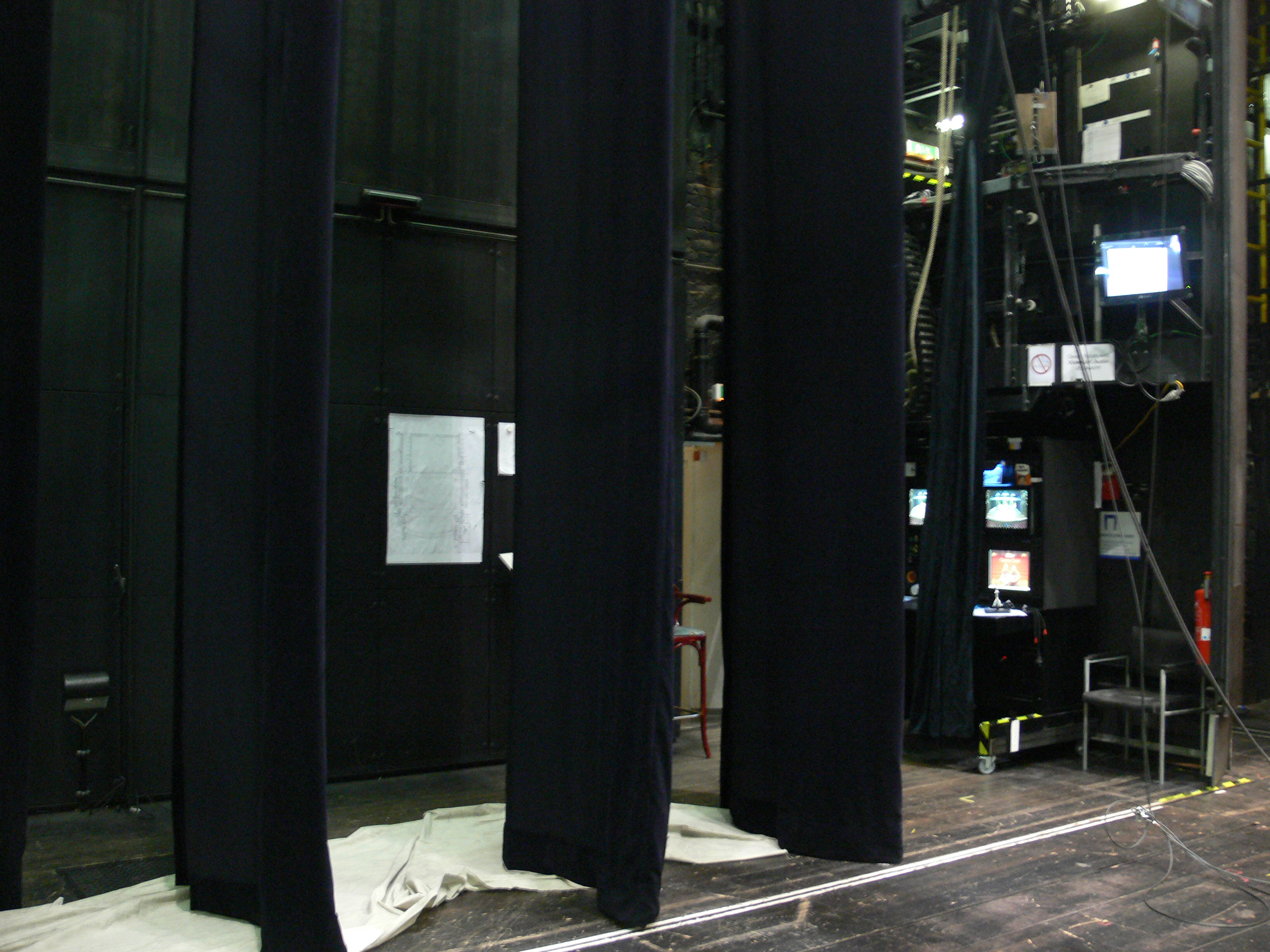
Byxor

Byxor är hängsidor som inramar och avgränsar en scenbild på teatern; dessa är oftast textilier. Exempelvis kan skådespelare stå bakom byxorna, innan de ska in på scen.